# Ero eburnea
Espèce
Ero eburnea est une espèce d'araignées aranéomorphes de la famille des Mimetidae.

## Distribution
Cette espèce est endémique de Côte d'Ivoire.

## Description
La femelle holotype mesure 2,4 mm.

## Publication originale
- Thaler, van Harten & Knoflach, 2004 : Pirate spiders of the genus Ero C.L. Koch from southern Europe, Yemen, and Ivory Coast, with two new species (Arachnida, Araneae, Mimetidae). Denisia, vol. 13, p. 359-368.